# Пильгер, Ганс
Ганс Карл Адольф Пилгер (21 января 1888, Кёльн — 8 ноября 1953, Мюнхен) — немецкий дипломат, полномочный посол нацистской Германии в Афганистане во время Второй мировой войны.

## Биография
Гисенском университете и в 1906 году принимал активное участие в студенческой организации Корпус Хассия-Гиссен. После успешной сдачи первого юридического государственного экзамена в 1909 году получил место референдария в Королевстве Пруссия. Во время Первой мировой войны он проходил с 1914 по 1919 год на военную службу. После окончания войны он продолжил юридическую подготовку (Vorbereitungsdienst) и в 1919 году стал асессором. В качестве такового он поступил на дипломатическую службу в 1919 году. Сначала с 1920 по 1924 год он был вице-консулом в Генеральном консульстве в Барселоне, а затем некоторое время был вице-консулом в Втором Департаменте Министерства иностранных дел Германии. С 1925 по 1934 год он был советником Посольства в Египте. В 1934 году он вернулся в Берлин, стал руководителем восточного департамента в министерстве иностранных дел Рейха, а в 1935 году назначен в этом качестве лектором Legationsrat. 1 июня 1937 года он вступил в НСДАП. Впоследствии, как преемник Курта Зимке с 28 августа 1937 года до конца Второй мировой войны в 1945 году, он был чрезвычайным послом и полномочным министром в Афганистане. В этом качестве он принял в феврале 1941 года председателя Индийского национального конгресса Субхаша Чандру Боса.

### В СССР
При возвращении из Афганистана через Советский Союз он был интернирован в Москве в 1945 году.
По советским источникам, находясь в Бутырской тюрьме, Пильгер дал детальные показания о деятельности абвера в Афганистане, в частности, о действиях старшего лейтенанта Абвера Дитриха Витцеля и об организации «Фаал» или «Унион», созданной специально для восстановления Бухарского эмирата силами басмачей.
Освобождён и вернулся в Германию в середине 1946 года, всего провёл в заключении 13 месяцев.

### В Германии
Затем он жил в Штарнберге.